# Echinozoa
Echinozoa je podrazdeo slobodnoživućih bodljokožaca kod kojih telo jeste ili je prvobitno bilo modifikovani globus meridionalne simetrije. Ehinozoamama nedostaju ruke, brahiole ili drugi dodaci, i ne pokazuju perastu strukturu. Njihove dve postojeće klase su morski ježevi i morski krastavci.